# Obońka

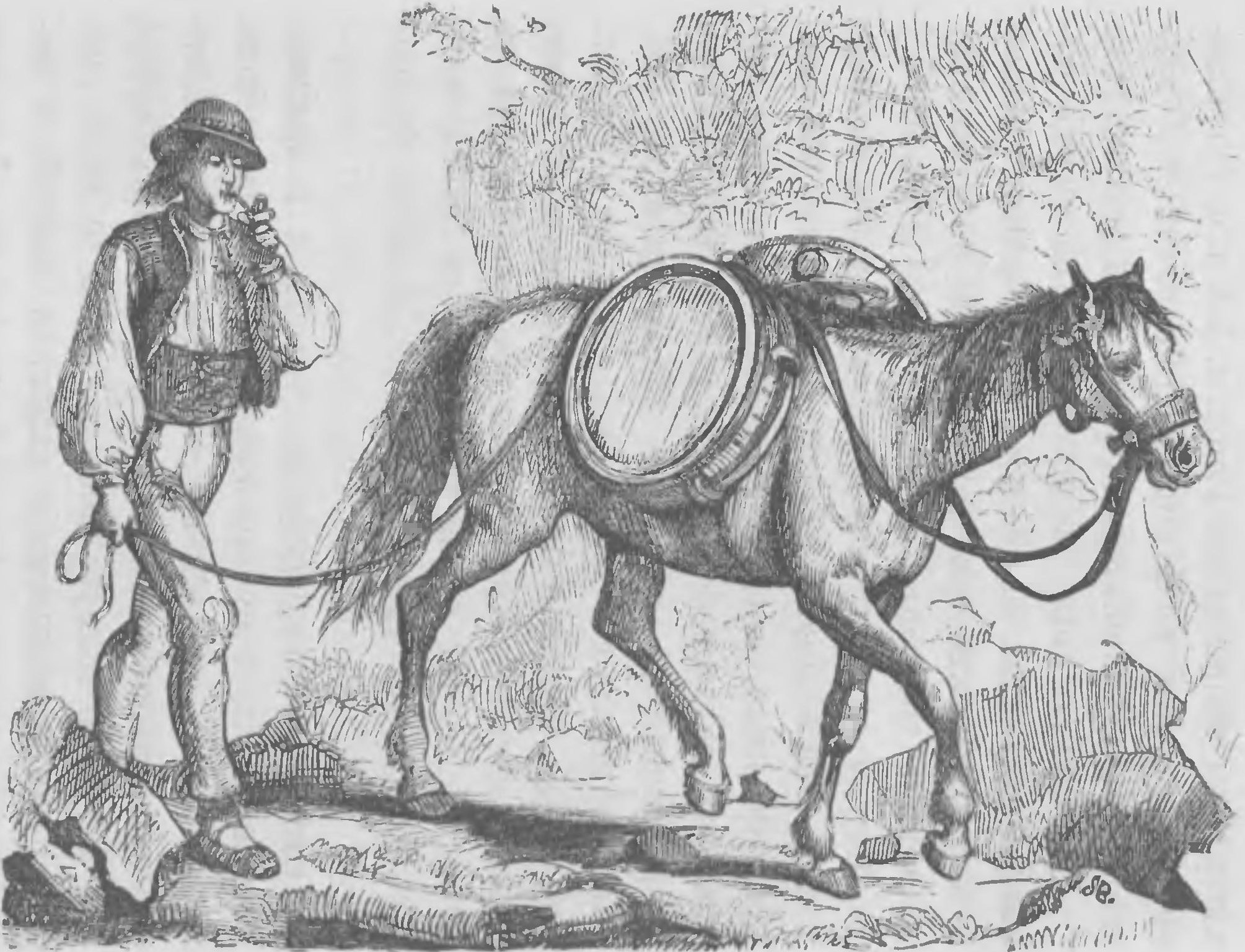
Zwóz mleka w obońkach. Ilustracja z przewodnika Walerego Eljasza-Radzikowskiego

Obońka (lokalnie też: obłońka, oboń, obonia, obańka, obonka, obanka) – drewniane naczynie w formie niskiej, płaskiej beczułki z dwoma stałymi dnami, używane do transportu produktów płynnych. Stosowane było powszechnie w społecznościach pasterskich Karpat, zwłaszcza tych prowadzących tradycyjną gospodarkę szałaśniczą.
Jest to naczynie produkcji bednarskiej, produkowane rzemieślniczo. Wykonane z klepek (bednarek), w kształcie niskiej faski, w przekroju okrągłe, zwykle o prostych (nie beczkowatych) ścianach. Wysokość naczynia jest znacznie mniejsza od jego średnicy. Klepki ściągane były pierwotnie opaskami wykonywanymi z korzeni sosny lub jałowca, później już często z taśmy stalowej. Posiada dwa dna drewniane, osadzone na stałe, lite lub również wykonane z klepek. Na obwodzie posiada otwór, zatykany szpuntem. Rzadko spotykane były obońki o dwóch otworach, usytuowanych po przeciwnych stronach obwodu naczynia. Pojemność oboniek wynosi zwykle od 4 do 8 litrów.
Obońki używane były głównie w gospodarstwach pasterskich do znoszenia lub zwożenia z górskich szałasów (hal) do wsi żętycy owczej (mulki) lub mleka (krowiego).
Wanda Herniczek-Morozowa, która w połowie lat 60. XX w. prowadziła szeroko zakrojone badania terenowe dotyczące terminologii polskiego pasterstwa górskiego w Karpatach stwierdziła znajomość tego naczynia na rozległym terenie Beskidów od Istebnej po Piwniczną, a także na Podhalu i Orawie. We wszystkich relacjach zwracano uwagę na typowe szczegóły budowy obońki, uniwersalne dla całego terenu: niziutka, płaska beczułka z drewnianych klepek, z dwoma dnami, z otworem w klepce z boku, służąca do transportu produktów mlecznych. Jedynie w Złatnej na Żywiecczyźnie badaczka uzyskała informację o obońkach ...z dwoma szpuntami, jednym do nalewania, a drugim do spuszczania maślanki.
Do transportu obwiązywano obońki sznurem lub rzemieniem. Dla równomiernego obciążenia noszono je zwykle parami, związane po dwie albo omotane dużą płachtą (dzichtą), lub też złożone do specjalnego worka (w formie zaszytego z dwóch stron rękawa z otworem pośrodku). Ciężar ten przerzucano na obie strony przez ramię człowieka lub (w przypadku większych oboniek) przez grzbiet konia. Przypuszczalnie od tego sposobu noszenia (na obie strony, na oba boki) poszła nazwa naczynia.
Bronisław Dembowski w „Słowniku gwar podhalskich” w 1894 r. podawał: obońka, płaska beczułka na mleko lub żętycę. „Słownik gwar polskich” Jana A. Karłowicza (T. 3, 1903) podawał: Obońka – dzieżka drewniana, szeroka, bardzo płaska, nakształt sita, z dnem i pokrywą, także ...naczynie, w którem górale zwożą z hal mleko a[lbo]. żętycę, przywiązując po dwie obońki do jednego konia, lub ...naczynie o dwóch dnach, służące do przenoszenia mleka.
Ludomir Sawicki, który na początku drugiej dekady XX w. prowadził badania nad tradycyjnym szałaśnictwem w zachodnich Beskidach, wymieniał wśród naczyń szałasowych na Wołoszczyźnie Morawskiej m.in. obonie (...) do transportu mleka. W odniesieniu do terenów Śląska Cieszyńskiego podawał z kolei (przytaczając również synonimy nazwy naczynia): Mulkę (...) wlewają za pomocą lejków do charakterystycznie ukształtowanych płaskich beczułek (baryłka, bissaga, obłońka); w nich to znosi każdorazowy baca żentycę do domu, bądź to na własnych plecach, bądź też za pomocą konia lub wózka.
Rafał Malczewski w książce „Cuda Polski. Tatry i Podhale” (1935) pisał o krowach, wypasanych w Tatrach: Krowie mleko jest zwożone w obońkach na doły. Zaś w słowniku zamieszczonym na końcu książki dodawał: OBOŃKI = rodzaj szafliczka zamkniętego dwoma dnami do przenoszenia mleka, żętycy (uwaga: „obońki”, w l. mn.!).
„Wielka encyklopedia tatrzańska” (1995) w ogóle nie uwzględnia pojęcia „obońka”. Jedynie w haśle „transport” reprodukuje grafikę przedstawiającą Transport oboniek z szałasu na hali do wsi na grzbiecie końskim. Jest to kopia akwaforty pt. „Zwóz mleka z hal”, jaka zdobiła wydany w 1874 roku „Przewodnik w wycieczkach na Babią Górę, do Tatr i Pienin” Walerego Eljasza.